# Cal Soberano
Cal Soberano (oficialment Maristany Hermanos i més tard, Maristany Fabril Textil) fou una fàbrica tèxtil del municipi del Masnou (Maresme).
Fou fundada l'any 1877 pels germans Gerard, Jaume i Pere Maristany Alsina. Eren d'una família de capitans de vaixell. El sobrenom familiar era Soberano, com també es deien els vaixells de la família. La fàbrica es va dir oficialment "fábrica de lonas y taller de velamen Maristany Hermanos" fins als anys cinquanta del segle xx, quan canvià el nom per "Maristany Fabril Textil". La fàbrica es trobava al torrent de Vallmora.
Inicialment produïa veles per a vaixells. Fou una de les dues principals fàbriques tèxtils del Masnou. L'altra era Can Xala, que era la seva competidora.
Amb la decadència de la marina de vela, es va dedicar a la fabricació de lones per a carruatges, ferrocarril i ús militar. A principis de la dècada dels anys vint, l'empresa produïa anualment unes 7.500 peces de 6.000 metres de tirada i hi treballaven més de 500 persones. S'hi feien sacs de correus, tendes còniques per a l'exèrcit, vestits militars, veles i farcells, etc. La producció variava en funció de la demanda i rebia molts encàrrecs de l'Estat per a l'exèrcit, el ferrocarril i correus. A la fàbrica es feia tot el procés de producció i treballaven principalment amb cotó, niló i cànem.
Als anys seixanta del segle XX tenia més de 200 treballadors i era la fàbrica que en tenia més de tot el poble. Es calcula que entre el 70 i el 80% eren dones. A partir dels anys vuitanta va entrar en crisi a causa dels nous sistemes de mercat. Diversos departaments de la fàbrica es van traslladar al Poblenou i a Ripollet. Finalment l'any 1982 va passar a l'empresa Tecnofibra, fins que va tancar l'any 1985 i els terrenys van ser comprats per la fàbrica tèxtil DOGI, que es trobava al costat. La fàbrica fou enderrocada i també la fàbrica tèxtil DOGI, que es traslladà als afores l'any 2008, i l'any 2019 al terreny on hi havia fàbrica es feu la plaça Nova de les Dones del Tèxtil.